# Hemiscia
Hemiscia is een geslacht van vlinders van de familie bloeddrupjes (Zygaenidae), uit de onderfamilie Chalcosiinae.

## Soorten
- H. albivitta (Rothschild, 1899)
- H. meeki (Rothschild, 1897)
- H. parthenia Jordan, 1930